# 맷 메이시
매슈 라이언 "맷" 메이시(영어: Matthew Ryan "Matt" Macey, 1994년 9월 9일 ~ )는 잉글랜드의 축구 선수로 현재 잉글랜드 EFL 챔피언십의 루턴 타운 FC에서 골키퍼로 뛰고 있다.